# 杰夫·贝利
杰弗里·托德·贝利（Jeffrey Todd Bailey，1978年11月19日—出生于华盛顿州長景市）曾是美国职棒大联盟的球员。他可以担任多个位置，包括一垒手、外野手和指定打击，之前还担任过捕手。

## 职业生涯
贝利从德州农工大学毕业后，在1997年大联盟选秀大会上被佛罗里达马林鱼挑中。他从新秀等级的湾岸联盟湾岸马林鱼开始职业生涯，并在马林鱼的农场系统中度过了5年。
2002年3月贝利被换到了蒙特利尔博览会队。在博览会队呆了两年之后，2003年10月贝利成为自由球员。
2003年11月7日，贝利和波士顿红袜签了小联盟合同。2004至2006年贝利在红袜队2A的波特兰海狗以及3A的波塔基特红袜中度过，其中2006年他在波塔基特红袜单季击出22支全垒打和82分打点。

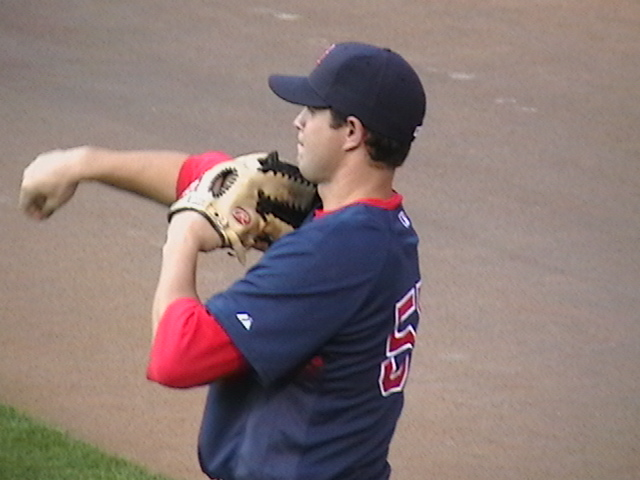
贝利在热身中

2007年贝利参加了红袜队的大联盟春训，但之后还是回到了3A。7月6日贝利被叫上大联盟顶替受伤的凯文·尤克里斯，并完成了他在大联盟的首次演出，那场比赛他4个打数没有击出安打。7月8日贝利从底特律老虎左投内特·罗伯逊（Nate Robertson）手中敲出了他在大联盟的第一支全垒打。7月12日贝利被下放回小联盟。
2008年贝利也参加了红袜队大联盟春训，但在3月8日回到了小联盟春训营。2008赛季贝利在3A表现十分出色，期间多次被叫上大联盟。8月26日在红袜客场对纽约洋基队比赛时，贝利还被洋基队的保安拦下，认为他是无票的球迷试图想闯进球场，在证实了他是红袜队的球员后保安才放行。那场比赛中，贝利击出两分打点，帮助球队以7比3获胜。

## 荣誉
- 2008年国际联盟最有价值球员[6]